# Colón (El Salvador)
Colón es un distrito de La Libertad Oeste, del departamento de La Libertad, El Salvador. Cuenta con una población de 130 513 habitante según el censo salvadoreño de 2024. Esto ha llevado al distrito ha ser el sexto más poblado de todo El Salvador, ya que ha tenido un crecimiento poblacional muy importante.
| Censo | Población | Cambio | Porcentaje |
| ----- | --------- | ------ | ---------- |
| 2007  | 96 989    | N/D    | N/D        |
| 2024  | 130 513   | 33 524 | 34.6%      |

## Geografía física
Tiene un área de 84.05 km², es uno de los distritos más grandes del departamento de La Libertad y está formado por 12 cantones, siendo el más poblado de estos el cantón Lourdes. Su cabecera se ubica en Ciudad Colón y se encuentra rodeado por los distritos de: Santa Tecla, Quezaltepeque, San Juan Opico, Ciudad Arce, Sacacoyo y Talnique.

## Historia
Su origen data del año 1576 cuando para entonces era apenas una aldea, conocida como «Aldea del Guarumal». Para el año de 1807, la Aldea del Guarumal se había convertido en una Hacienda de Ganado, esto le permitió tener un crecimiento muy importante.
En 1886, los vecinos del Guarumal solicitaron al Gobierno de la República, presidido por Francisco Menéndez, se les nombrara como «Pueblo», ya que tenían el número de habitantes y reunian las condiciones necesarias que la ley exigia para formar una población. El Presidente Francisco Menéndez, considerando que el Valle del Guarumal había crecido grandemente y era de mucha importancia para el comercio debido a su ubicación como principal acceso a Nueva San Salvador (Santa Tecla) y a la Capital San Salvador, ascendió la Aldea a Pueblo con el nombre de «Colón» el 20 de agosto de 1886 y anexó los valles del Capulín, Ateos y Sitio Viejo. Este decreto fue publicado en el Diario Oficial el 27 de agosto del mismo año.
En 1894, la municipalidad y vecinos del pueblo de Colón hicieron una solicitud al gobierno a fin de que se traslade la residencia de las autoridades del pueblo al lugar donde se hallaba la estación de La Ceiba del Guarumal; esto se solicitó en atención a las dificultades y molestias que ocasionaba el lugar donde hasta entonces residía. El gobierno provisional de Rafael Antonio Gutiérrez, consideró justa y atendible la solicitud y que el terreno anexo a la estación de La Ceiba pertenecía al gobierno y tenía localidad suficiente para el establecimiento de las autoridades municipales sin perjuicio del servicio de la línea férrea; en el 8 de octubre del mismo año acordó por medio de la secretaría de gobernación que se autorice la traslación de las autoridades municipales a La Ceiba. El gobierno encargó al gobernador del departamento de La Libertad de fijar el lugar donde debía establecerse el edificio municipal, las cárceles y escuelas públicas, procurando que la traslación autorizada se verifique tan pronto como fuere posible.
El 24 de julio de 1986, en celebración de su centenario, el Pueblo de Colón recibe el título de «Villa» reconociendosele posteriormente como «Villa Colón». En el año 2000 según decreto Legislativo N.º 81, con fecha 27 de julio y publicado en el Diario Oficial el 25 de agosto del mismo año, se le otorga el título de «Ciudad» por cuanto la cabecera municipal es reconocida actualmente como «Ciudad de Colón».

## Geografía humana

### Organización territorial
El distrito está conformado por el barrio central en Ciudad Colón y varios cantones:
1. El Botoncillal
2. El Cobanal
3. Cuyagualo
4. El Capulín
5. El Limón
6. El Manguito
7. Entre Ríos
8. Hacienda Nueva
9. Las Angosturas
10. Las Brisas
11. Las Moras
12. Lourdes

### Demografía
El distrito de Colón cuenta con una población de 96,989 (censo 2007) habitantes.

### Economía
Colón es un distrito en desarrollo, cuenta con varios centros comerciales y proyectos urbanísticos, buena parte de su población se dedica al comercio y a la agricultura y es uno de los principales puntos de acceso al área metropolitana de San Salvador, ya que concentra la mayor parte del tráfico vehicular proveniente del occidente del país.

#### Turismo
El distrito cuenta con uno de los centros turísticos más importantes de la zona central del país: El Parque Acuático “Los Chorros”. Este turicentro fue cerrado a causa de los severos daños producidos por los terremotos del 2001 y fue reabierto al público en marzo del 2008. El parque recibe numerosas visitas en su mayoría de turistas nacionales durante períodos vacacionales, posee un área total de 12 manzanas de terreno en donde los turistas pueden disfrutar de 3 piscinas de agua natural.
También existen iniciativas de emprendedores locales para fomentar el turismo, entre estas iniciativas destaca el Paseo Lourdes. Este fue inaugurado en 2017, donde diferentes emprendedores se reúnen los días sábados para impulsar sus negocios, con ventas de comida típica, venta de artesanías, entre otros. Funciona los días sábados de 11:00 a. m. a 9:30 p. m.

## Galería

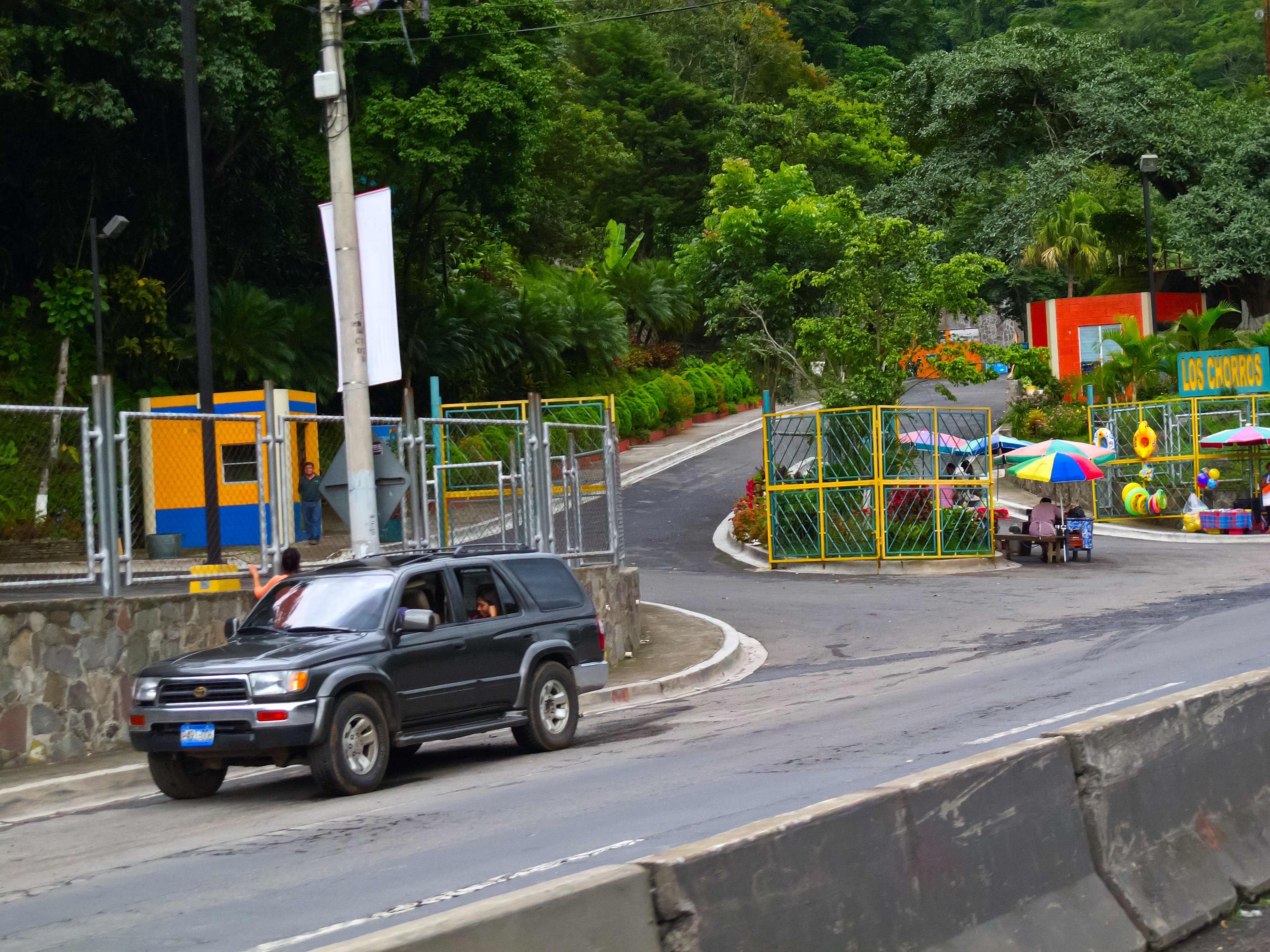
Entrada a Los Chorros
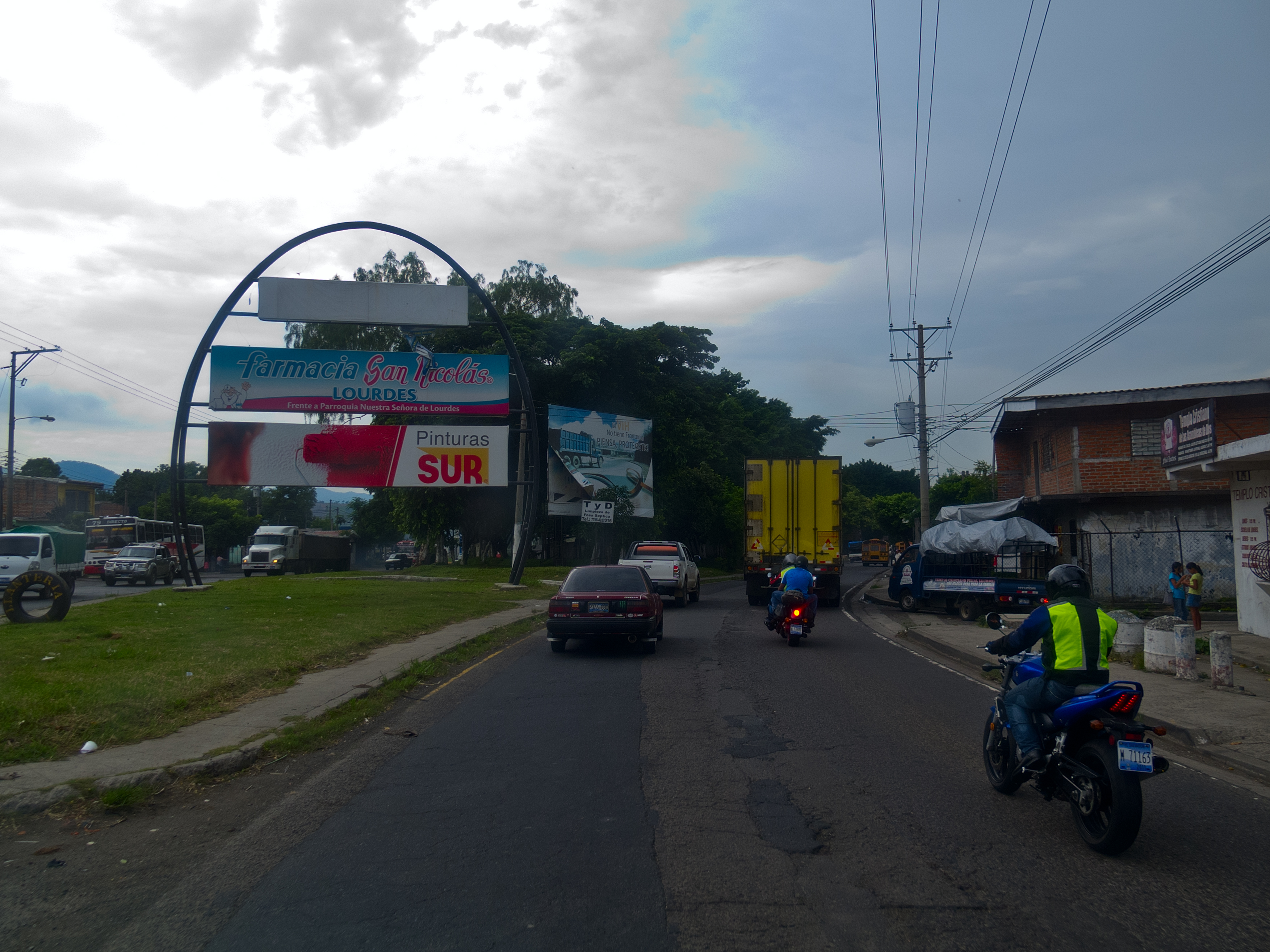
Cantón Lourdes
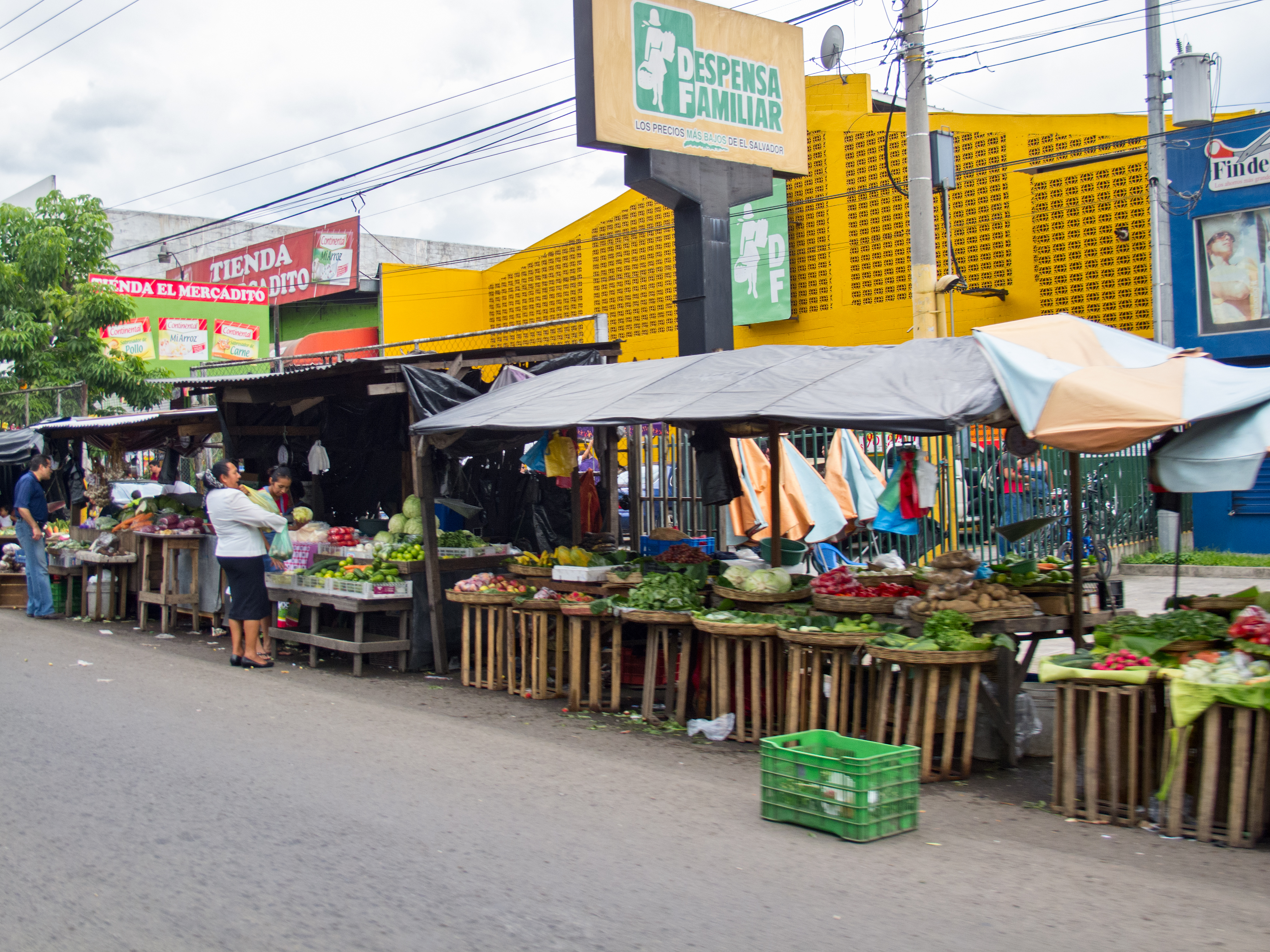
Mercado en cantón Lourdes
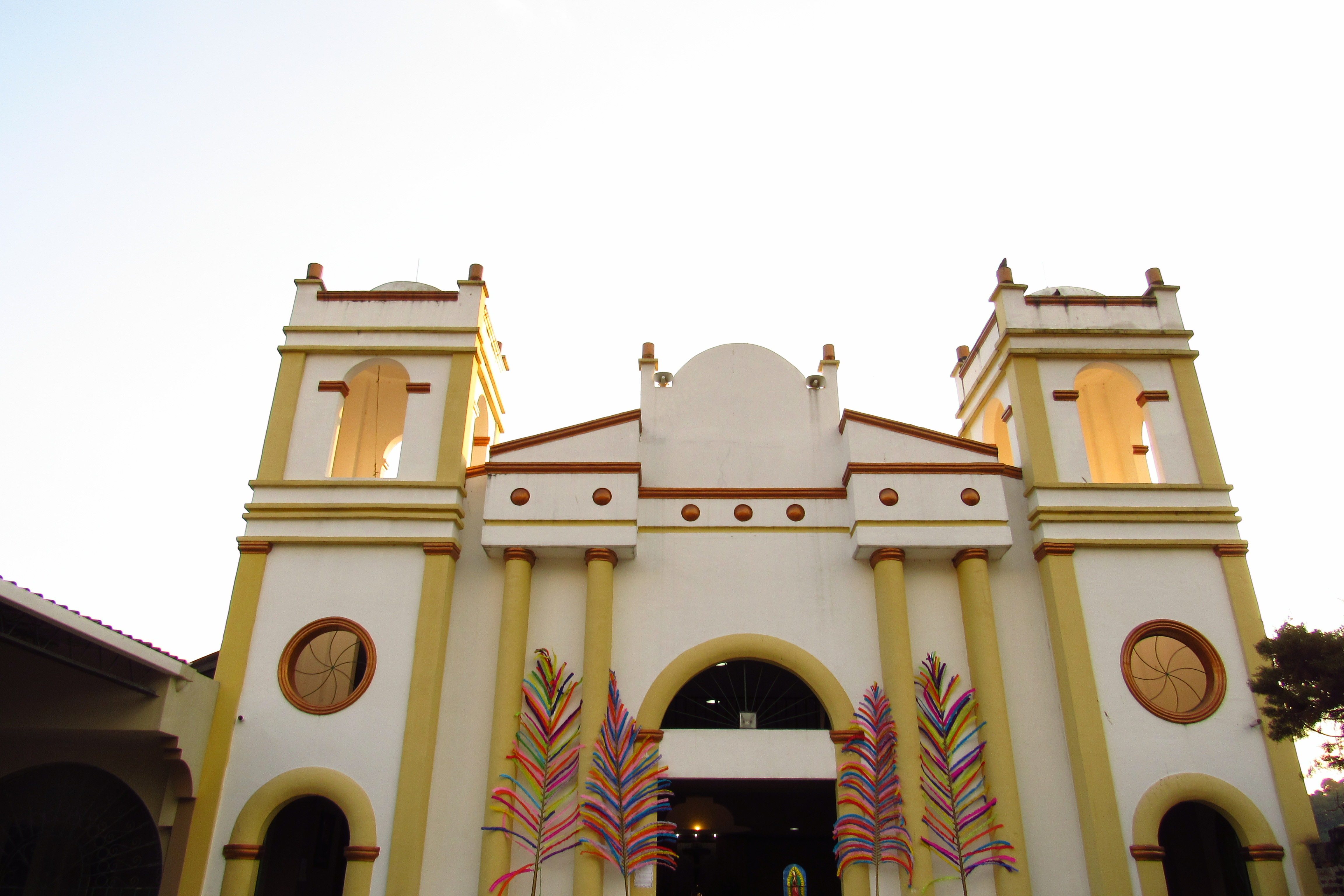
Parroquia Santo Cristo de Esquipulas, Ciudad Colón